# 阮輝煌

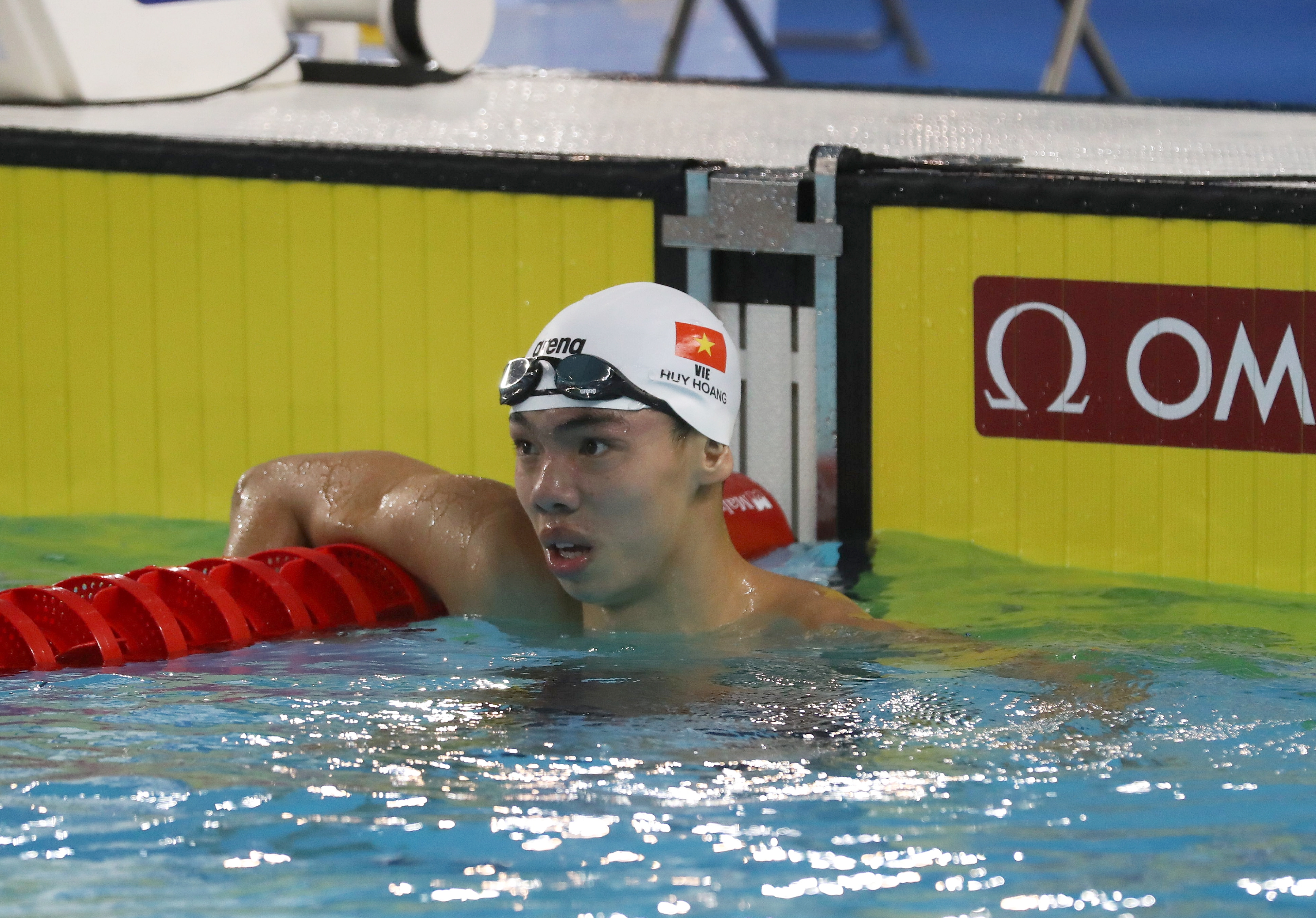
阮輝煌, 2018

阮輝煌（2000年7月10日—）是出生於越南廣平省的男子游泳運動員。
他參加2018年夏季青年奧林匹克運動會的游泳項目比賽，結果獲得800公尺自由式的冠軍金牌。